# 티베트의 문장

티베트의 문장

티베트의 문장은 티베트 망명 정부를 상징하는 문장으로, 인도 다람살라에 세워진 티베트 망명 정부에 의해 사용되고 있다.
중화인민공화국은 티베트의 문장을 티베트 독립의 상징으로 간주하여 사용을 금지하고 있다.
설산사자기를 바탕으로 한 문장으로, 히말라야산맥 위에는 태양과 달이 그려져 있는데, 이는 티베트인의 나라 (티베트를 둘러싸고 있는 눈 덮인 산)을 뜻한다.
경사진 산 위에 서 있는 두 마리의 사자는 여덟 개의 살을 가진 법륜을 들고 있는데, 이는 팔정도를 뜻한다.
팔정도 안쪽에는 소용돌이치는 형상을 한 세 가지 색을 가진 보석이 그려져 있는데, 이는 열 개의 높은 덕과 열여섯 개의 자비로운 행실을 뜻한다.
문장 아래쪽에 그려져 있는 리본에는 "티베트 정부, 가덴의 궁전, 여러 방향의 목표 달성" ("bod gzhung dga' ldan pho brang phyogs les rnam rgyal")이라는 문구가 쓰여져 있다.

## 같이 보기
- 티베트 독립운동
- 티베트 자치구
- 티베트의 기